# Mbo Mpenza
Jérôme Mpenza Mbo dit Mbo Mpenza, né le 4 décembre 1976 à Kinshasa au Zaïre (aujourd'hui la république démocratique du Congo), est un footballeur belge évoluant au poste d'attaquant. International belge, il compte 66 sélections (56 caps) et 3 buts en équipe nationale avec laquelle il a disputé la Coupe du monde de 1998 et celle de 2002. Il est le frère de Émile Mpenza.

## Biographie
Mbo Mpenza effectue l’essentiel de sa carrière en Belgique et commence avec son frère, chez les jeunes au RLC Mesvin, un petit club de province dans la région de Mons (Belgique). Après 3 saisons dans ce club il se fait repérer par le KV Courtrai.
En 1989, l'aîné des Mpenza est transféré à Courtrai où il joue sept saisons. Mbo Mpenza est alors transféré à Mouscron avec à la clé une saison brillante: 12 buts en trente matchs. Après un an à Mouscron, Mbo Mpenza rejoint le Standard de Liège.
Mbo Mpenza joue trois ans au Standard de Liège et marque 20 buts en 51 matchs, un total qui le fait repérer par le club portugais du Sporting Portugal. Au Portugal, rien ne va comme il veut et après trois années, il décide de jouer en Turquie à Galatasaray avant de revenir à Mouscron. Après une saison réussie, Mbo Mpenza est alors transféré en 2004 à Anderlecht, club avec lequel il joue la Ligue des champions.
Il prend sa retraite le 9 décembre 2008. En effet, le joueur souffrait d'une grave blessure au dos. Sur le conseil des médecins du AEL Larissa et de plusieurs spécialistes consultés en Belgique, Mbo Mpenza décide de mettre un terme à sa carrière de joueur.
Depuis l'arrêt de sa carrière professionnelle, Mbo Mpenza travaille au sein d'Ultimate Player, une société de service aux footballeurs professionnels.  Il est également devenu consultant de matchs de football pour Be TV lors des huitièmes de finale de la ligue de Champions en 2009 puis pour RTL-TVI après avoir animé l'émission sportive Club Mbo sur la radio Bel RTL en 2010-2011,.

## Palmarès
- Champion du Portugal : 2000
- Champion de Belgique : 2006 et 2007
- Supercoupe de Belgique : 2006 et 2007
- Coupe de Belgique : 2008